# سيدي لقمانجي بن الشيخ داود

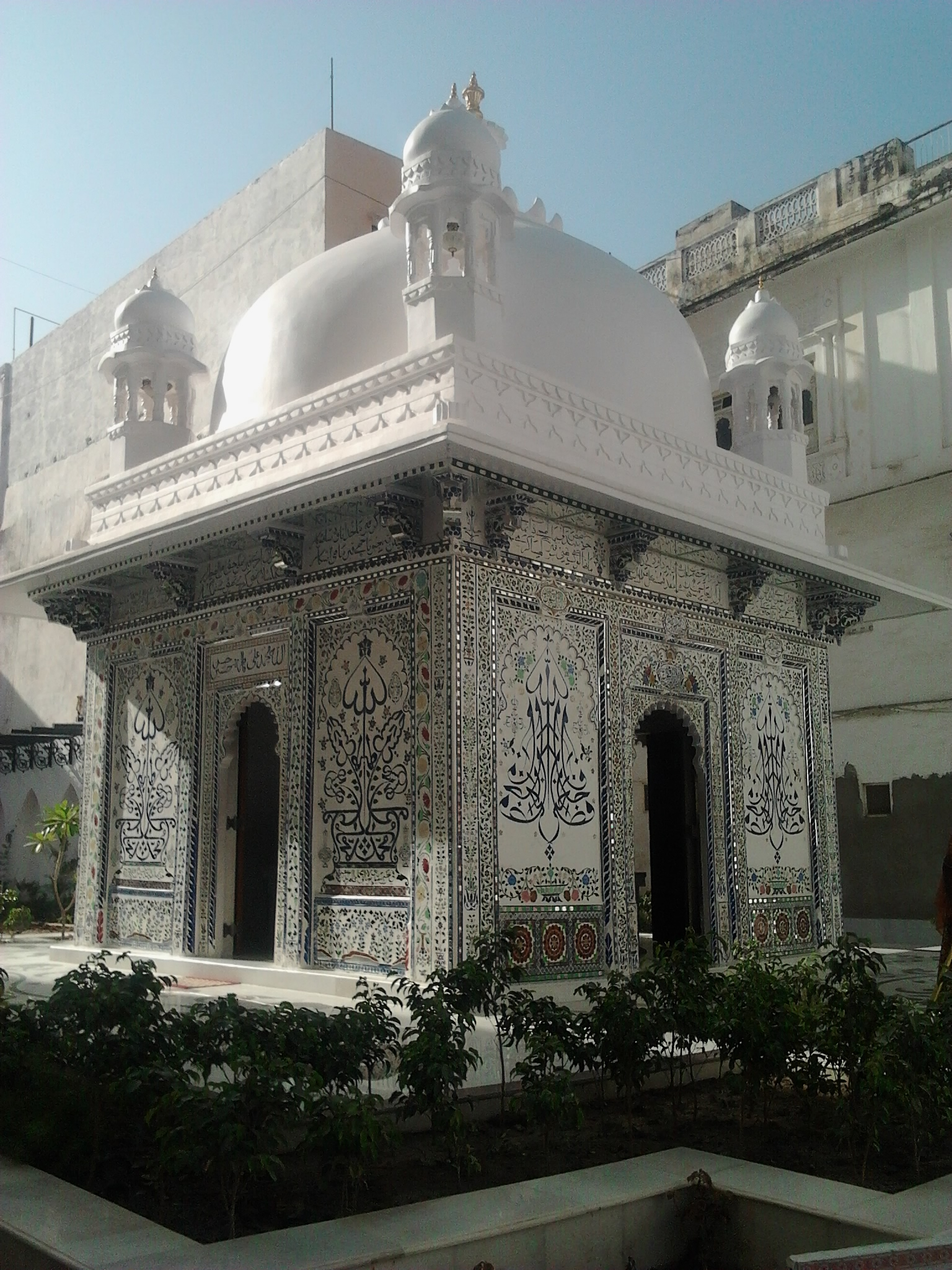
ضريح سيدي لقمان، أودايبور ، الهند

سيدي لقمانجي بن سيدي داود بهاي كان وليًا إسماعيليًا من البهرة الداودية عاش في القرن السابع عشر والثامن عشر في الهند. استقرت عائلته في أودايبور، قادمة من ولاية غوجارات أثناء تأسيس أودايبور. كان زميلًا (موازين) للداي الأربعين سيدنا هبة الله المؤيد في الدين. خدم ثلاثة دعاة من سيدنا إسماعيل بدر الدين الثاني إلى سيدنا هبة الله المؤيد في الدين. توفي سيدي لقمانجي صاحب في التاسع والعشرين من رجب عام 1177 هـ/1764 م. يقع ضريحه (دارغاه) في أودايبور، في منطقة وادي البهرة.
كان شاعرًا بارزًا، يتقن لغات عديدة، منها العربية والأردية والغوجراتية والهندية والسنسكريتية، ولهجة الميوادي المحلية. من أشهر أعماله الأدبية: "حمد ربّنا" و"خاليس سيخمان". تُلقى أشعاره المُؤلفة في معظم مناسبات البهرة الداودية.
تربطه صلات عائلية بداوودي بوهرا دايس. من نسله، السيد محمد برهان الدين، والسيد مفضل سيف الدين، الداعي الثاني والخمسون. ابنة زوجته أمة الله عاي، والدة السيد مفضل وزوجة السيد محمد برهان الدين. شجرة العائلة أدناه توضح الصلة بوضوح.